# Altenstadt (Hessen)
Altenstadt település Németországban, Hessen tartományban. Lakosainak száma 12 601 fő (2023. december 31.).

## Népesség
A település népességének változása:
| Lakosok száma | 11 810 | 12 063 | 12 169 | 12 437 | 12 689 | 12 601 |
|               | 2014   | 2017   | 2019   | 2021   | 2022   | 2023   |